# Міжнародна федерація фармацевтичних виробників та асоціацій
Міжнародна федерація фармацевтичних виробників та асоціацій (англ. International Federation of Pharmaceutical Manufacturers & Associations, IFPMA) — торгова асоціація, яка представляє фармацевтичні компанії у всьому світі. Була утворена в 1968 році, штаб-квартира в Женеві, Швейцарія.
Цілями асоціації є захист свободи конкуренції та прав інтелектуальної власності в фармацевтичній індустрії, ефективне функціонування системи забезпечення якості лікарських засобів; протидіяння поширенню фальсифікованої продукції та підробок на міжнародному ринку лікарських засобів.
2009 року в Україні була створена національна Асоціація представників фармацевтичних виробників України (The Association of the International Pharmaceutical Manufacturers (АІРМ) in Ukraine), яка з 2013 року є членом IFPMA.
У 2012 році IFPMA випустила посилений кодекс етики та професійних стандартів.

## Керівництво федерації
- д-р. Жан-Кристоф Тельє (Jean-Christophe Tellier, Франція) — президент IFPMA (з 2015), д-р мед.наук (фах ревматологія), підприємець та менеджер з досвідом керівництва міжнародних фармацевтичних компаній UCB SA, MacroGenics, Novartis та ін.[2]
- д-р. Ішао Тешіроґі (Isao Teshirogi, Японія) — віце-президент IFPMA, президент та головний виконавчий директор компанії Shionogi & Co., Ltd. (Осака)
- д-р. Альберт Бурла (Греція) — віце-президент IFPMA, голова та головний виконавчий директор фірми Pfizer Inc.

## Цікаві факти
На початку травня 2021 адміністрація президента США Джо Байдена підтримала вимоги відмови патентного захисту виробництва вакцин проти Covid-19 під час пандемії та дефіциту вакцин у бідних та слаборазвинутих країнах. Це рішення США було підтримане Росією, але не було підтримане ЄС, уряд Німеччини виступив проти нього. Міжнародна федерація IFPMA, назвала позицію США такою, що розчаровує, а також «помилковою спробою знайти просте вирішення складної проблеми». «Відмова від патентів на вакцини COVID-19 не призведе до збільшення виробництва і не надасть практичних рішень, необхідних для боротьби з цим глобальною кризою в галузі охорони здоров'я.»

## Зноски
1. ↑  https://www.wipo.int/members/en/organizations.jsp?type=NGO_INT
2. ↑  Біографія Ж-К.Тельє на сайті компанії Union Chimique Belge [Архівовано 9 травня 2021 у Wayback Machine.](англ.)
3. ↑  Бі-бі-сі: Вакцины для всех без патента... [Архівовано 7 травня 2021 у Wayback Machine.] (рос.), 7.05.2021
4. ↑  IFPMA Statement on WTO TRIPS Intellectual Property Waiver [Архівовано 7 травня 2021 у Wayback Machine.].(англ.) 5.05.2021